# Prefektura Korint
Korint je jedna od grčkih prefektura, dio periferije Peloponez.

## Općine i zajednice
| Općina             | YPES kod | Sjedište (ako je različito) | Poštanski broj | Pozivni broj |
| ------------------ | -------- | --------------------------- | -------------- | ------------ |
| Agioi Theodoroi    | 3001     |                             | 200 03         |              |
| Assos-Lechaio      | 3002     | Perigiali                   | 200 11         |              |
| Korint             | 3006     |                             | 201 00         |              |
| Evrostini          | 3005     | Derveni                     | 200 09         |              |
| Feneos             | 3015     | Gkoura                      | 200 14         |              |
| Loutraki-Perachora | 3007     | Loutraki                    | 203 00         |              |
| Nemea              | 3008     |                             | 205 00         |              |
| Saronikos          | 3010     | Athikia                     | 200 05         |              |
| Sikyona            | 3011     | Kiato                       | 202 00         |              |
| Solygeia           | 3012     | Sofiko                      | 200 04         |              |
| Stymfalia          | 3013     | Kalianoi                    | 200 16         |              |
| Tenea              | 3014     | Chiliomodi                  | 200 08         |              |
| Velo               | 3003     |                             | 200 02         |              |
| Vocha              | 3004     | Zevgolateio                 | 200 01         |              |
| Xylokastro         | 3009     |                             | 204 00         |              |